# Bukovica (gmina Ivanjica)
Bukovica (cyr. Буковица) – wieś w Serbii, w okręgu morawickim, w gminie Ivanjica. W 2011 roku liczyła 1669 mieszkańców.